# Нептун (фонтан в Берлине)

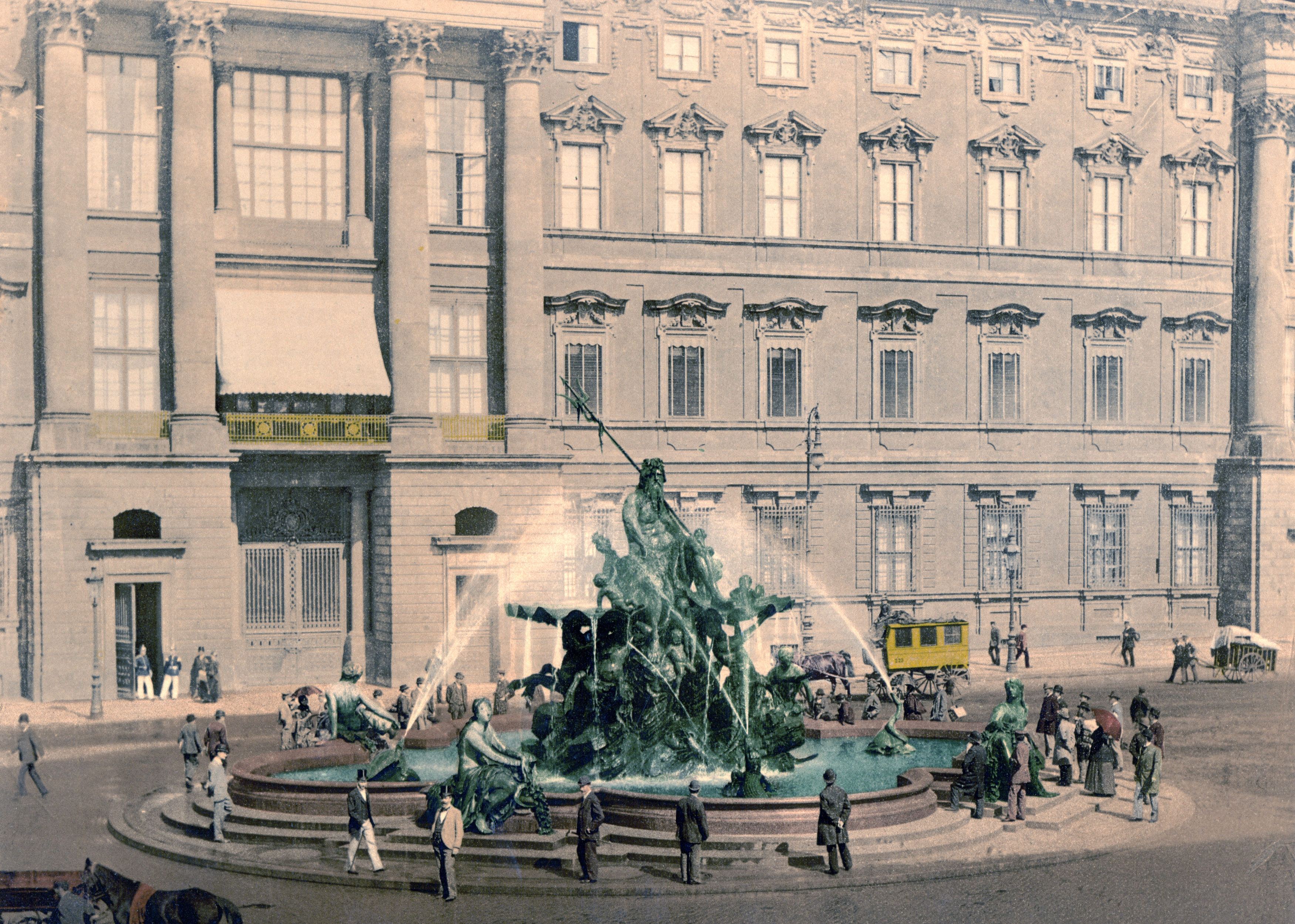
Фонтан «Нептун» перед Городским дворцом

Фонта́н «Непту́н» (нем. Neptunbrunnen) находится в центре Берлина между церковью Мариенкирхе и Красной ратушей.

## Описание
Один из самых старых и красивейших фонтанов города. Максимальный диаметр бассейна фонтана из шведского гранита составляет 18 метров, высота центральной части до макушки Нептуна 8,50 м, а до трезубца — 10 м.
Над чашей фонтана на фундаменте из трёх ступеней возвышается мощная фигура античного бога морей Нептуна. Символ своей власти — укрощающий волны трезубец — он держит на левом плече, опершись правой рукой на бедро. Бога моря на гигантской раковине в окружении жизнерадостных детей, играющих со струями воды, держат четыре огромных мифологических тритона. О бушующем и ревущем море должны напомнить обитатели моря: омары, раки, рыбы и полипы — и извергающие струи воды черепахи, тюлени, крокодилы и змеи. По кромке чаши фонтана расположились четыре женские фигуры, олицетворяющие реки: Рейн (с рыбацкой сетью и виноградной лозой), Висла (с поленом), Одер (с козой и шкурой) и Эльба (с колосьями и фруктами).
Своим появлением фонтан обязан Карлу Фридриху Шинкелю, предложившему возвести монументальный фонтан на Дворцовой площади перед Городским дворцом. За воплощение этой идеи взялся вдохновлённый путешествием в Италию молодой скульптор Рейнгольд Бегас. Он создал несколько версий фонтана, и лишь последняя из них, принёсшая впоследствии автору мировую известность, была утверждена в 1888 году. Некоторое время фонтан даже носил имя своего автора.
Фонтан был подарен кайзеру Вильгельму II берлинским магистратом и был торжественно открыт 1 ноября 1891 года.
После сноса разрушенного во Вторую мировую войну Городского дворца в 1951 году фонтан был отправлен на хранение. Скульптуры серьёзно пострадали от попаданий снарядов и прошли реставрацию в мастерской по художественному литью в Лаухгаммере. В 1969 году фонтан «Нептун» был установлен на свободной площадке на новом месте.